# Conjunto habitacional
Um conjunto habitacional (ou às vezes complexo habitacional, desenvolvimento habitacional, loteamento ou comunidade) é um grupo de lares e outros edifícios construídos juntos como um único desenvolvimento. A forma exata pode variar de país para país.

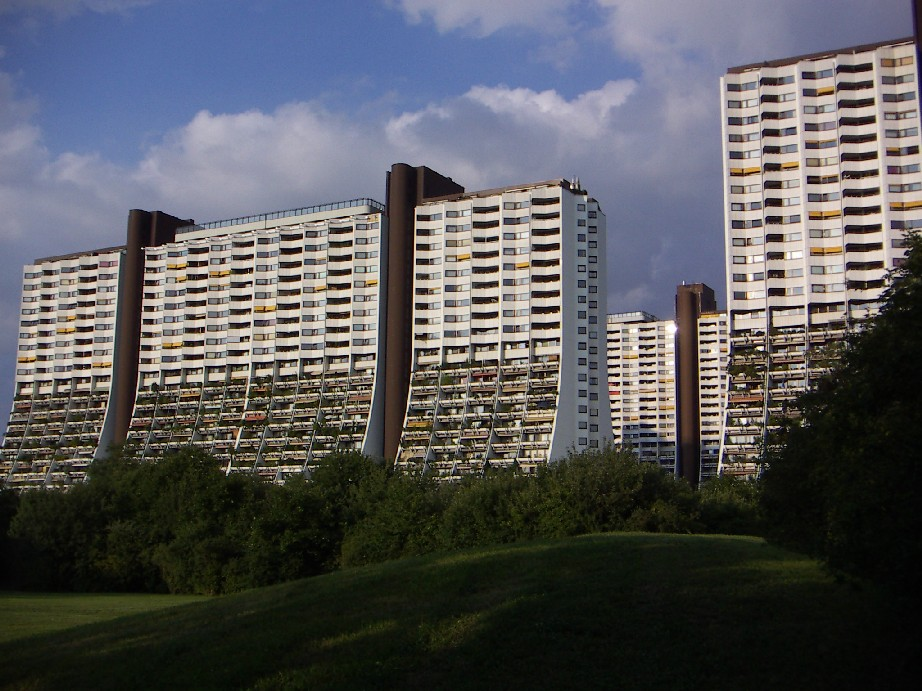
Conjunto Habitacional Alterlaa em Viena, na Áustria.

Populares nos Estados Unidos e no Reino Unido, eles geralmente consistem em habitações unifamiliares (destacadas), habitações adossadas ou geminadas (semi-destacadas) ou em edifícios em banda (terraced homes), com propriedade separada de cada unidade habitacional. A densidade de construção depende das normas de planeamento local.

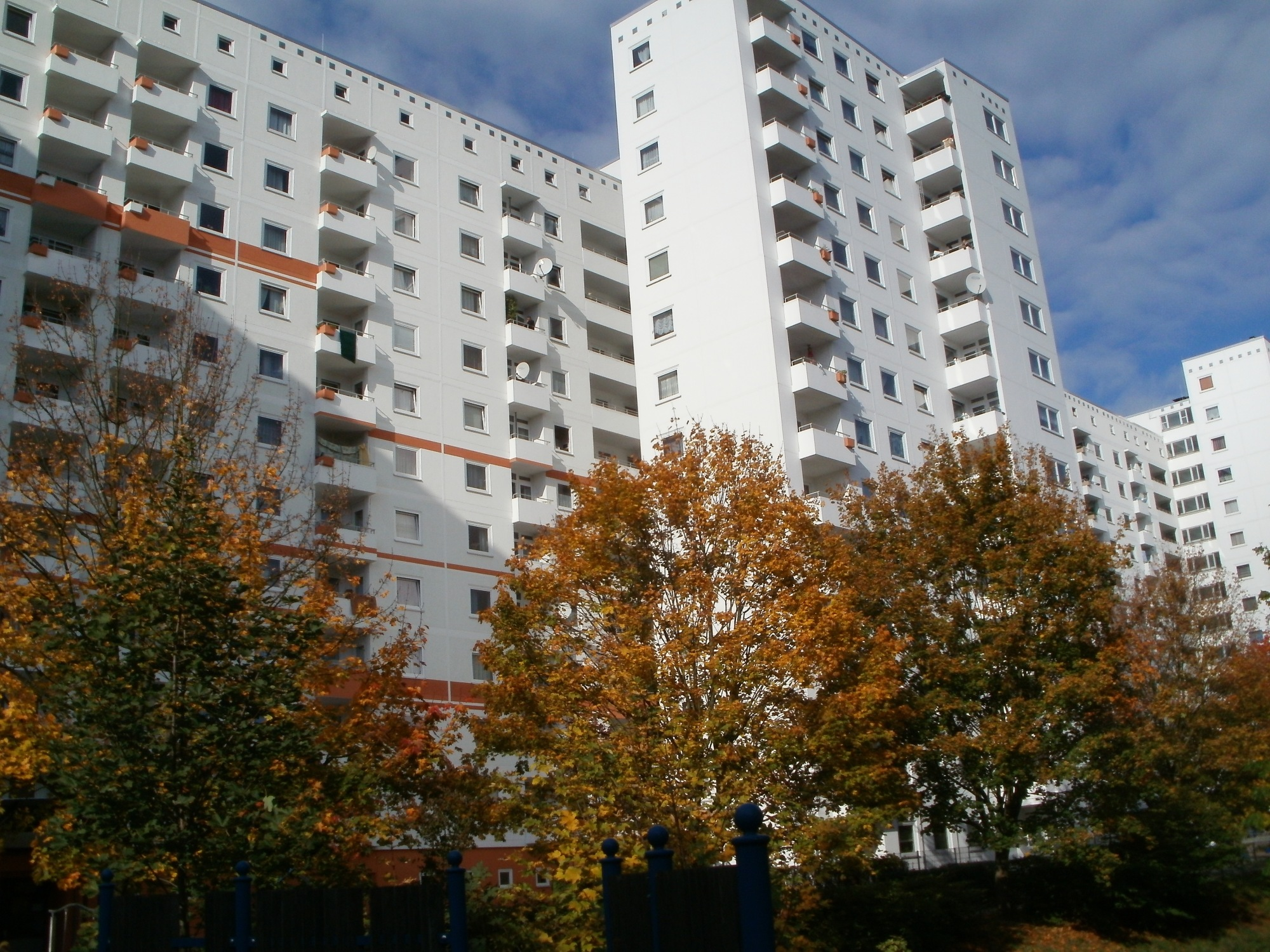
Conjunto Habitacional em Kirchdorf-Süd, Hamburgo, na Alemanha.

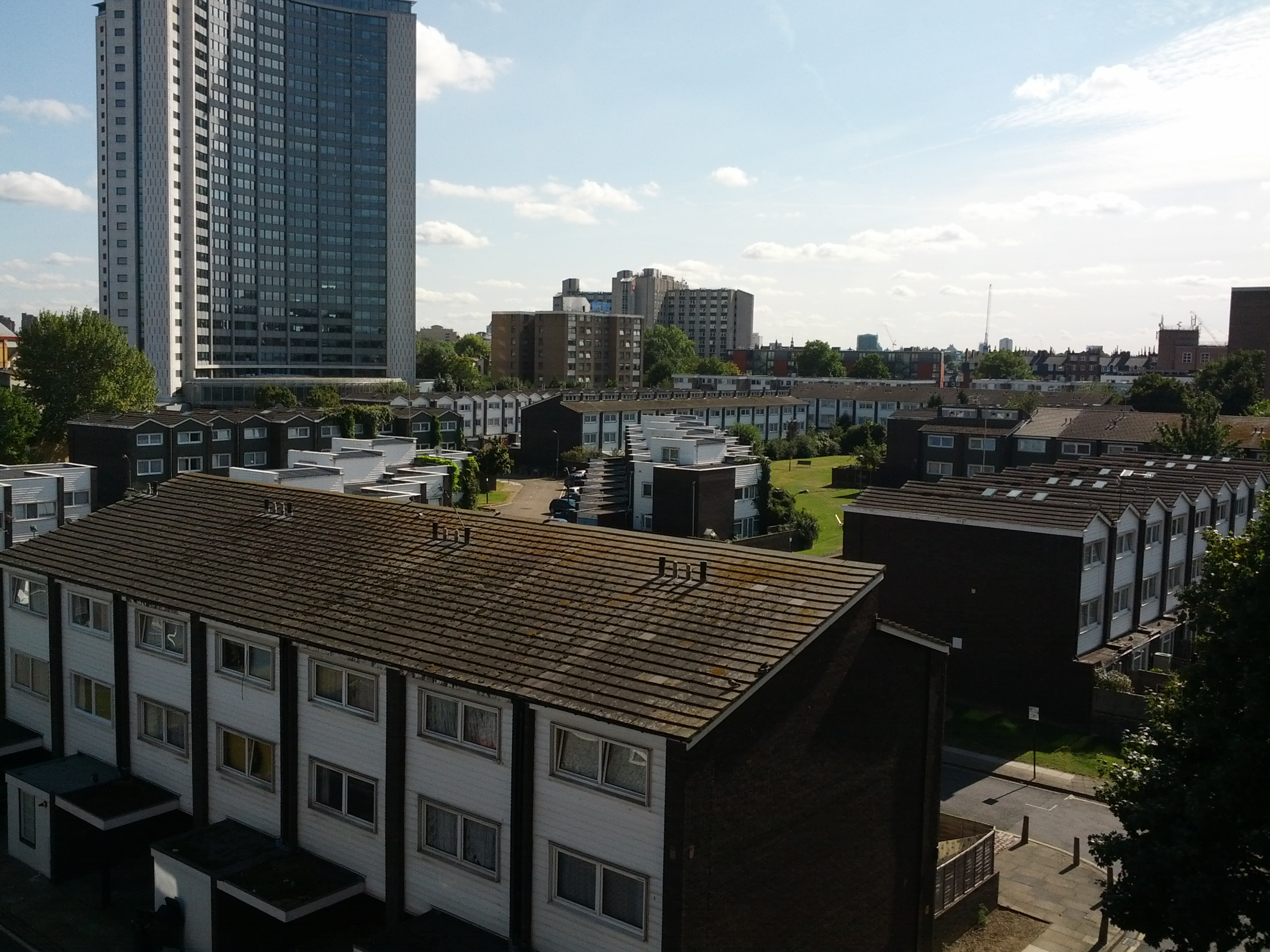
Um Conjunto Habitacional em West Kensington, Reino Unido, com muitas fileiras de edifícios em banda (terraced homes) semelhantes.

Nas principais cidades asiáticas, como Hong Kong, Kuala Lumpur, Xangai, Shenzhen, Singapura, Seul, Taipé e Tóquio, uma propriedade pode variar de habitações separadas a blocos de torre de alta densidade com ou sem instalações comerciais. Na Europa e na América, eles podem assumir a forma de moradia de cidade, projetos habitacionais de edifícios de grande altura, fileiras de estilo mais antigo de edifícios em banda (terraced homes) associadas à Revolução Industrial, habitações destacadas ou semi-destacadas com pequenos lotes de terra ao redor deles a formarem jardins e, frequentemente, sem instalações comerciais.

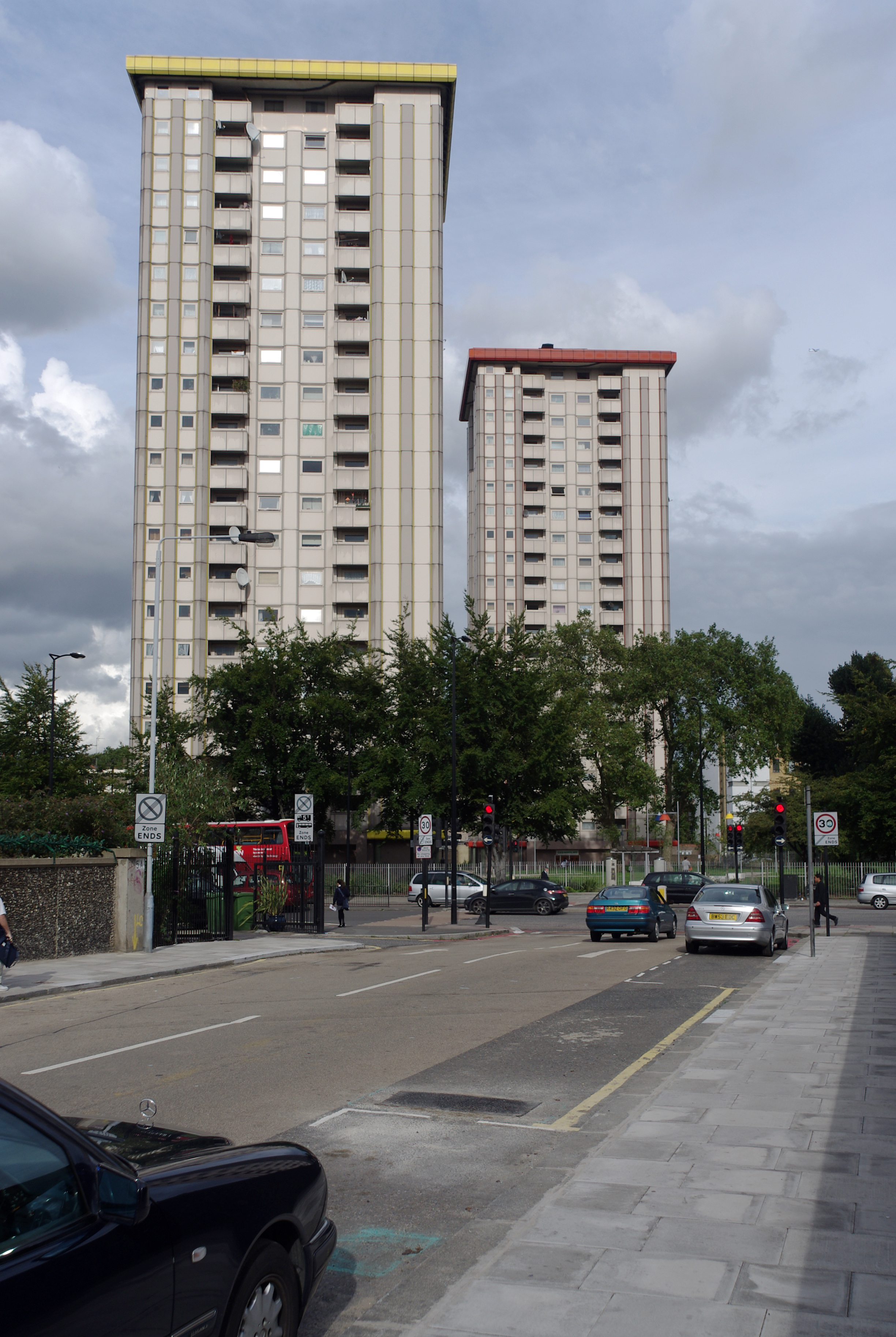
Um Conjunto Habitacional em Camden Town, Londres, com dois blocos de apartamentos visíveis.

Na Europa Central e Oriental, morar em conjuntos habitacionais é um modo de vida comum. A maioria desses conjuntos habitacionais teve origem durante a era comunista porque a construção de grandes conjuntos habitacionais era uma parte importante dos planos de construção dos países comunistas na Europa. Eles podem estar localizados nas áreas suburbanas e urbanas.

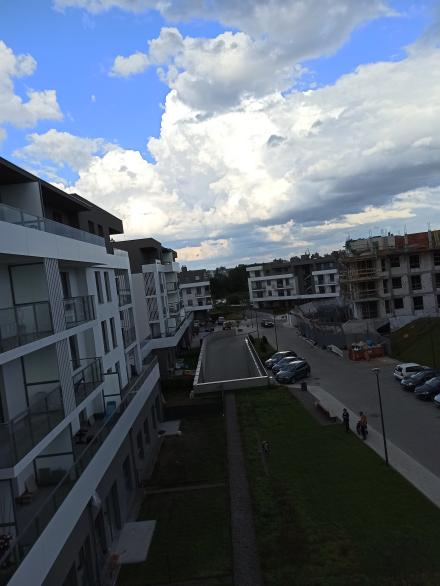
Um Conjunto Habitacional moderno em Gdansk, na Polónia.

Consequentemente, um conjunto habitacional é geralmente construído por um único empreiteiro (contratado), com poucos estilos de projetos de moradia ou edifício, portanto tendem a ter uma aparência uniforme.
Um conjunto habitacional é "frequentemente erguido num terreno por um construtor e controlado por uma administração pública". No Reino Unido, o termo é bastante amplo e pode incluir qualquer coisa, desde edifícios em altura subsidiados pelo governo, até às mais sofisticadas habitações em série (tract housing) suburbanas liderados por desenvolvedores. Tais propriedades geralmente são projetadas para minimizar os fluxos de trânsito e fornecer espaço recreativo na forma de parques e espaços verdes.

## Etimologia
O uso do termo emergiu das áreas de habitações que foram construídas sobre o que havia sido propriedades rurais à medida que as vilas e cidades se expandiam no e após o século XIX. O conceito já estava consolidado em 1901. A abreviação do termo conjunto habitacional para apenas "conjunto" ("estate") é comum no Reino Unido e na Irlanda (especialmente quando precedido pelo nome específico do "conjunto" ou "estate"), mas não nos Estados Unidos.

## Tipos de habitação
Existem vários tipos de habitação diferentes utilizados pelos desenvolvedores habitacionais. Cada um dos diferentes tipos de habitação terá suas características distintas, faixas de densidade, número de unidades e pisos.
- Unifamiliar destacada: esse tipo de alojamento será destacado de outros tipos de moradia. Esse tipo de unidade abriga densidades mais baixas. Os gramados são uma opção para esse tipo de design, com espaços públicos e privados distintos. Um único destacado pode ter até três andares.
  - Geralmente referido como: casa, chalé, vila ou bangalô.
- Adossadas ou Geminadas (semi-destacadas): Esse tipo de habitação pode ter duas ou três unidades habitacionais num edifício isolado. As unidades podem estar juntas ou separadas, dependendo da localização do duplex. Um duplex também terá uma opção para um quintal para manter seu espaço privado. Esse tipo de habitação permite uma habitação de maior densidade em comparação com as unidades unifamiliares destacadas. Duplex e Triplex podem representar 2-3 unidades e ter até 3 andares.
  - Geralmente referido como: Semi-Destacado, Habitação Dupla (Duplex), Habitação Tripla (Triplex), Habitação Adossada, Habitação Geminada, unidade Acessória, unidade Auxiliar ou unidade de Transporte (Galpão).
- Multifamiliar, Grande Edifício: O multiplex pode assumir várias formas, como uma unidade de um único andar (piso) ou de vários andares (pisos). Assim como o duplex, pode ter vários andares, até 3 andares. Também pode ter até 5 unidades. Este tipo de alojamento tem uma densidade mais alta do que a habitação unifamiliar destacada.
  - Geralmente referido como: Multifamiliar, Grande Edifício.

## Ásia

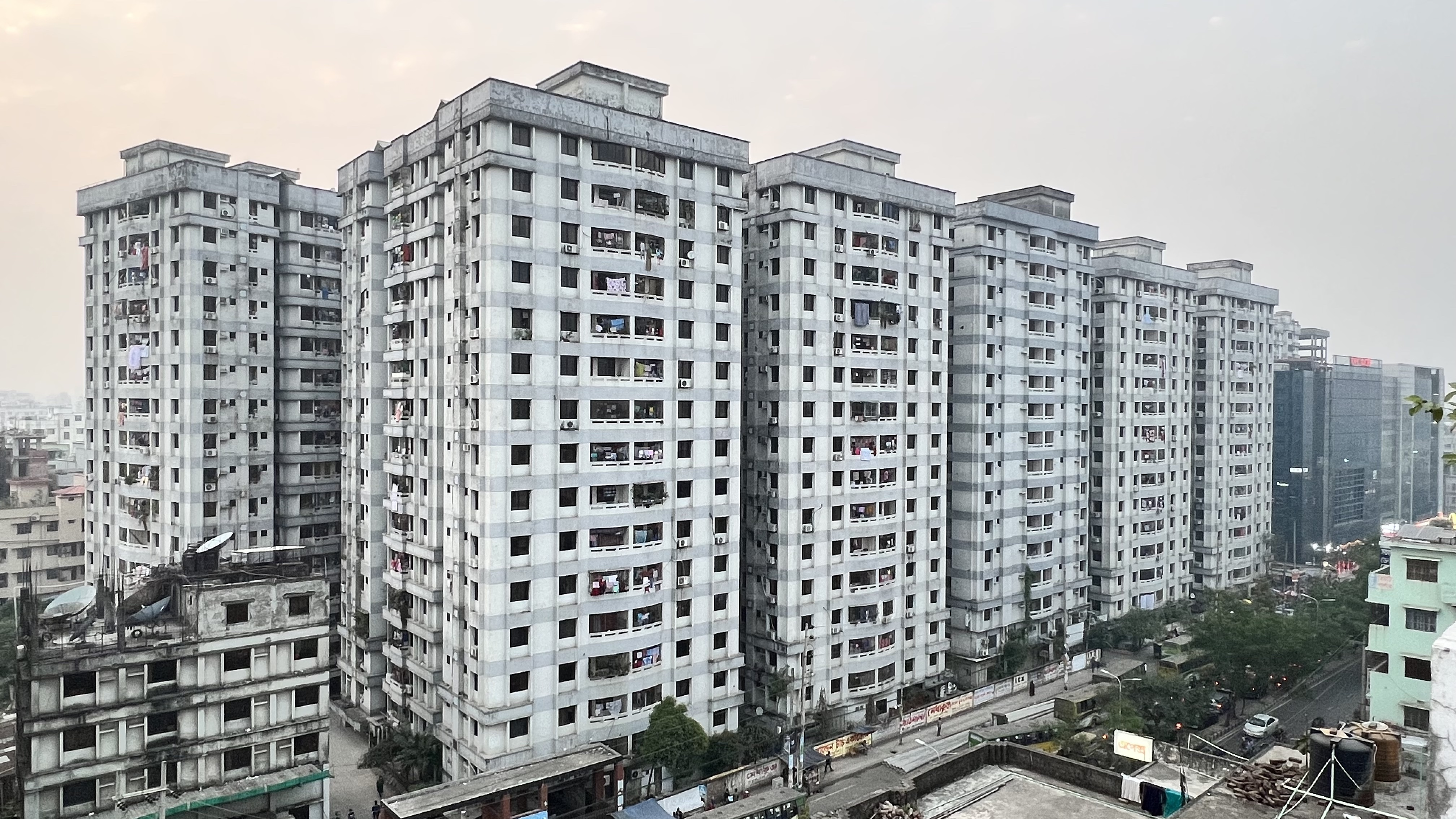
Japan Garden City, um Conjunto Habitacional num bairro social de classe média em Mohammadpur, Daca, Bangladesh.

### Hong Kong
Devido à densidade populacional e ao controlo governamental sobre o uso do solo, a forma mais comum de habitação residencial em Hong Kong são os Bairros Sociais de gama alta, que podem ser públicos, privados ou semiprivados. Devido ao oligopólio dos promotores habitacionais (por vezes chamado de hegemonia habitacional, em chinês: 地產霸權) no território e às economias de escala dos empreendimentos habitacionais em massa, há uma tendência para novos empreendimentos de habitação a custos controlados de torres com 10 a mais de 100 torres, que variam entre 30 e 70 andares.
A Habitação Pública oferece Habitação Acessível para as pessoas de baixos e médios rendimentos, com rendas sempre altamente subsidiadas, financiadas por atividades financeiras conexas, como rendas e taxas cobradas sobre estacionamentos, garagens e lojas comerciais dentro destes Bairros Sociais. Estes Conjuntos Habitacionais podem variar em escala e estão geralmente localizados em partes remotas ou menos acessíveis do território, mas a expansão urbana colocou alguns deles no coração da área urbana. Pese embora algumas unidades habitacionais se destinem exclusivamente ao arrendamento, muitos apartamentos de cada empreendimento destinam-se à venda a custos controlados com preços muito inferiores aos dos empreendimentos privados.
Os poucos condomínios residenciais privados apresentam geralmente um conjunto de edifícios altos, frequentemente com o seu próprio centro comercial ou supermercado no caso de empreendimentos de maior dimensão. Mei Foo Sun Chuen, construído pela Mobil, é o exemplar mais antigo (1965) e o maior (99 quarteirões) deste tipo. Desde meados da década de 1990 que os promotores habitacionais privados têm vindo a incorporar instalações comunitárias, como lavandarias comuns e bicicletas partilhadas, e de lazer, incluindo clubes, piscinas, campos de ténis e salas de eventos nos seus empreendimentos de alto padrão. Os exemplos mais recentes incluem também cinemas, estúdios de dança e tabacarias.
Os edifícios altos uniformes podem formar um "efeito parede" (chinês: 屏風效應), afetando negativamente a circulação do ar, o que causa muita controvérsia. Os empreendimentos de preenchimento tendem a ser realizados por promotores imobiliários mais pequenos com menos capital. Serão mais pequenos em escala e menos propensos ao efeito parede.

### Paquistão
Dada a situação de insegurança e a escassez de energia no sul da Ásia, "comunidades fechadas" com energia autogerada e comodidades modernas (segurança armada 24 horas, escolas, hospitais, bombeiros, lojas de retalho, restaurantes e centros de entretenimento) como Bahria Town e Autoridade de Habitação de Defesa, Islamabad-Rawalpindi (Defence Housing Authority, Islamabad-Rawalpindi, DHAI-R) foram desenvolvidas em todas as principais cidades paquistanesas. Bahria Town é a maior sociedade privada de habitação da Ásia. Bahria foi destacada em revistas internacionais e agências de notícias como a GlobalPost, Newsweek, Los Angeles Times e Emirates 24/7, referida como a face próspera do Paquistão. Estas "comunidades fechadas" no Paquistão são dirigidas à classe média alta e à classe alta e são principalmente imunes aos problemas de aplicação da lei.

## Europa

### Chéquia e Eslováquia

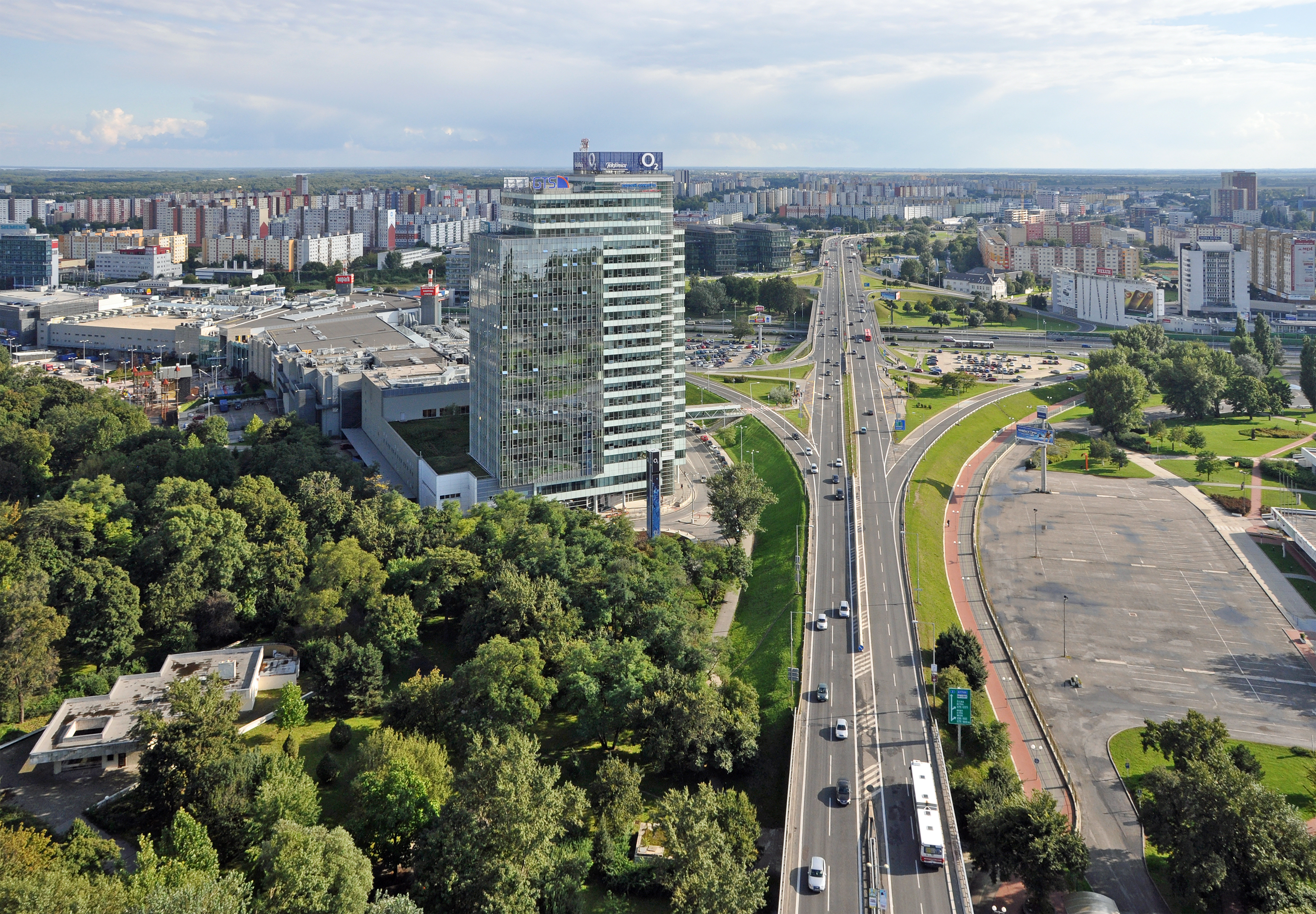
Petržalka em Bratislava, Eslováquia. O maior Conjunto Habitacional do seu tipo na Europa Central.

As formas dos Conjuntos Habitacionais podem variar na Chéquia e na Eslováquia. Durante a era comunista da Checoslováquia, a construção de Grandes Conjuntos Habitacionais (checo: Sídliště, eslovaco: Sídlisko) era uma parte importante dos planos de construção do país, pois o governo queria fornecer grandes quantidades de habitações acessíveis e rápidas para todas as pessoas, assim como para reduzir os custos de construção ao utilizar projetos uniformes em todo o país. Para além de também procurarem promover um espírito coletivista no seu povo.
A maioria dos edifícios nos Conjuntos Habitacionais checo e eslovaco são os chamados paineláks, um termo coloquial em checo e eslovaco para um grande edifício de painel do sistema de construção de painéis pré-fabricados (plattenbau), construído de betão (concreto) pré-fabricado e pré-esforçado, como os existentes na antiga Checoslováquia (atualmente Chéquia e Eslováquia) e outros lugares da Checoslováquia. Grandes Conjuntos Habitacionais de edifícios de painéis de betão (concreto) (paneláks) agora dominam as ruas de Praga, Bratislava e outras cidades. O maior Conjunto Habitacional da Europa Central pode ser encontrado em Petržalka (localidade com cerca de 130.000), numa parte da capital eslovaca de Bratislava.
As pessoas que vivem nesses Conjuntos Habitacionais geralmente possuem os seus apartamentos individuais, principalmente devido ao fato de que a maioria dos apartamentos individuais deixou de pertencer publicamente ao Estado e passou a ser de propriedade privada, por terem sido vendidos para a maioria dos inquilinos dos apartamentos pelo Governo por pequenos preços simbólicos após a queda do socialismo. As pessoas também podem arrendar apartamentos, geralmente por meio de senhorios particulares, pese embora alguns apartamentos ainda sejam de propriedade do Estado e geralmente sejam usados para habitações sociais. Geralmente, há uma desejável mistura de classes sociais nesses Conjuntos Habitacionais.

### Grã-Bretanha e Irlanda

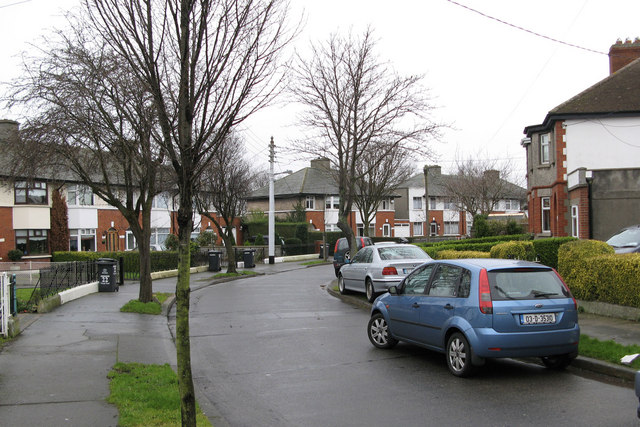
Um Conjunto Habitacional da classe média da década de 1920 em Whitehall, na zona postal D09 de Dublin, Irlanda.

Na Grã-Bretanha e na Irlanda, os Conjuntos Habitacionais tornaram-se predominantes desde a Segunda Guerra Mundial, pois uma população mais abastada exigia casas maiores e mais espaçadas, juntamente com o aumento do uso de automóveis para as quais as ruas de edifícios em banda (terraced homes) eram inadequadas.

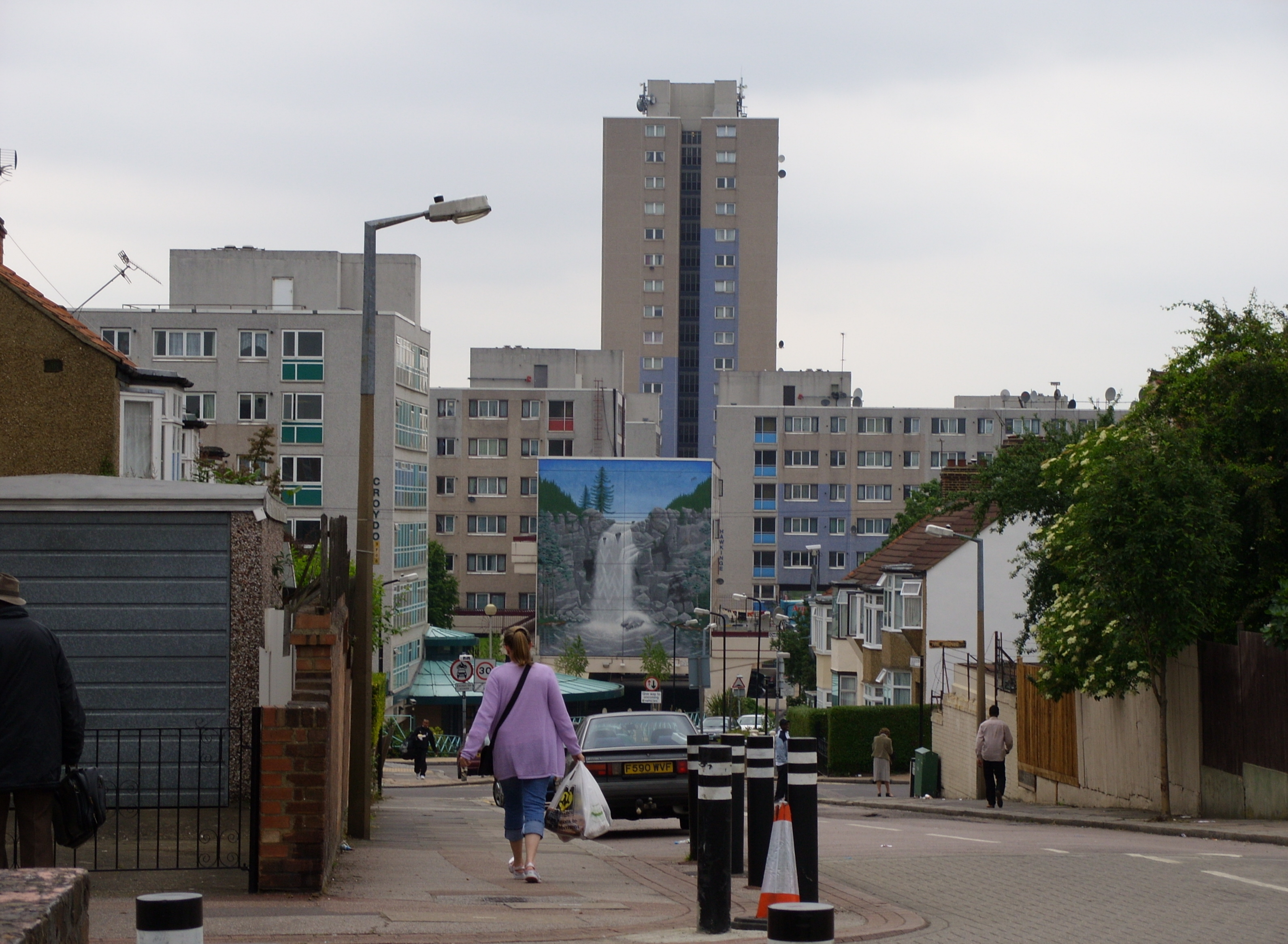
O Conjunto Habitacional Broadwater Farm ao estilo arquitetónico de Le Corbusier, de alta densidade, na zona postal N17 de Londres, Reino Unido.

Os Conjuntos Habitacionais são produzidos pelos governos locais (mais recentemente, Associações Habitacionais) ou por desenvolvedores privados. Os primeiros tendem a ser um meio de produzir Habitações Públicas que levem a conjuntos de monotenência total de habitação concelhia ou habitação municipal (council house) frequentemente conhecidas como "conjuntos concelhios" ("conjuntos municipais"). Os últimos podem-se referir a habitação em altura e habitação em série para a classe média e a classe média alta.
Os problemas incorridos pelas primeiras tentativas de criar habitações de alta densidade em altura levaram ao afastamento do estilo de vida tradicional. A procura resultante por solos viu muitas vilas e cidades aumentarem de tamanho com os aumentos relativamente moderados na população. Isto tem sido conseguido, em grande parte, à custa de solo rural e solo verde. Recentemente, houve algum esforço para resolver este problema, proibindo os desenvolvimentos comerciais fora das cidades e encorajando a reutilização de antigos terrenos industriais abandonados (brownfield) ou previamente desenvolvidos para edifícios habitacionais. No entanto, a demanda por moradias continua a subir e, no Reino Unido, pelo menos precipitou uma crise habitacional significativa.

## América do Norte

### Estados Unidos da América
As formas de Conjuntos Habitacionais nos Estados Unidos da América incluem habitação em série (tract housing), complexos de apartamentos e habitação pública.

## Galeria

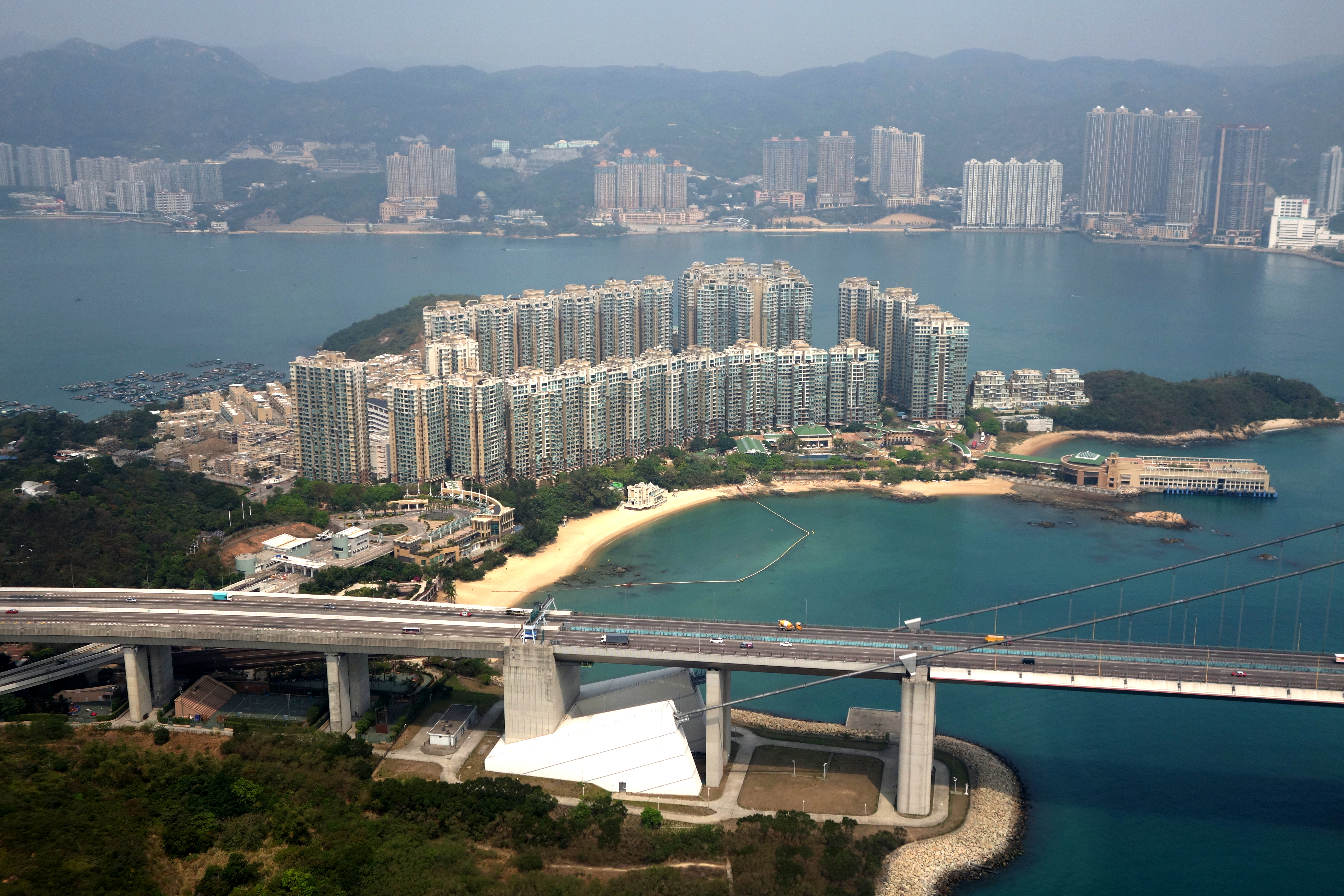
Park Island, Hong Kong
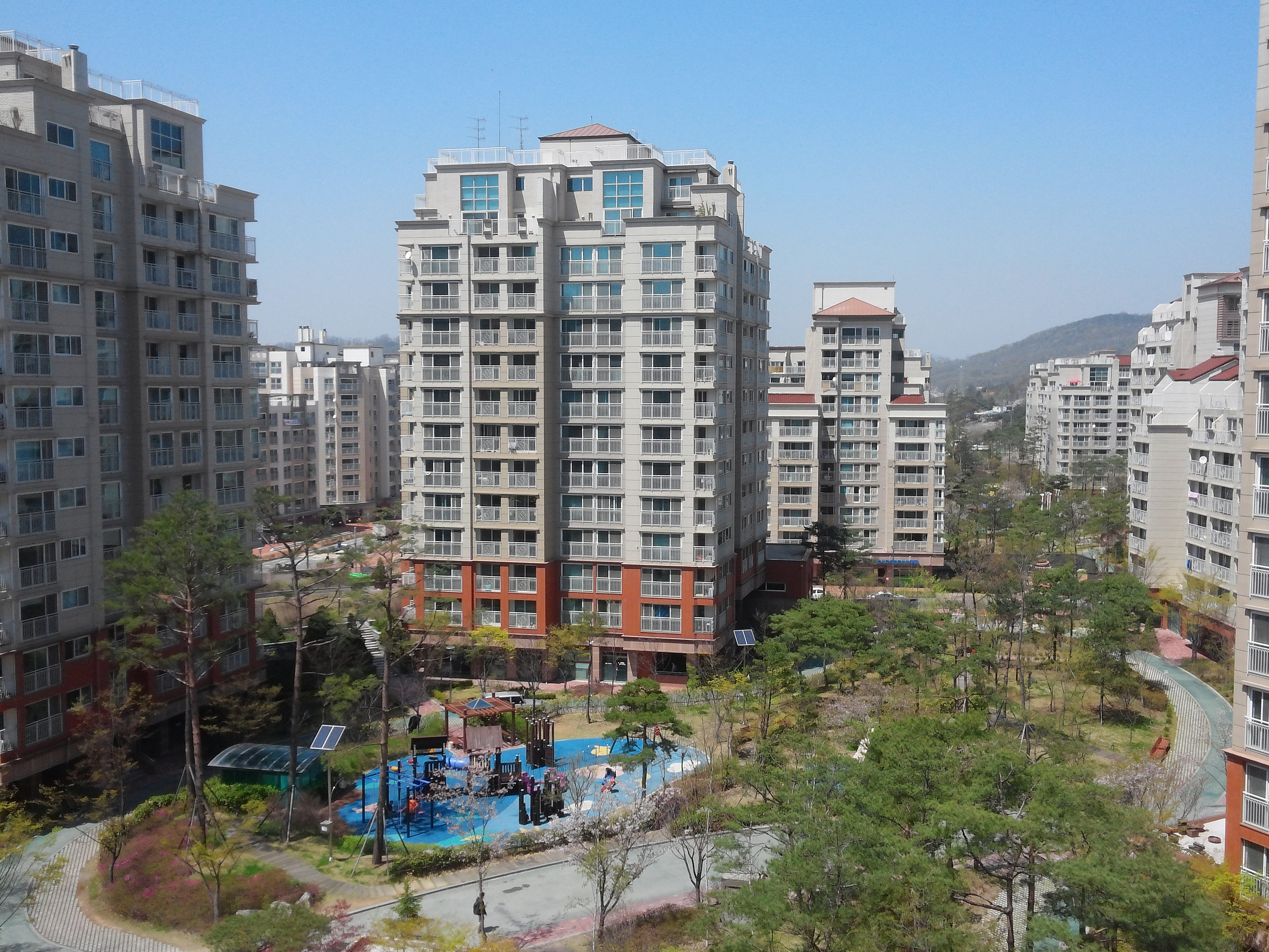
Nova Cidade Eunpyeong, Seul
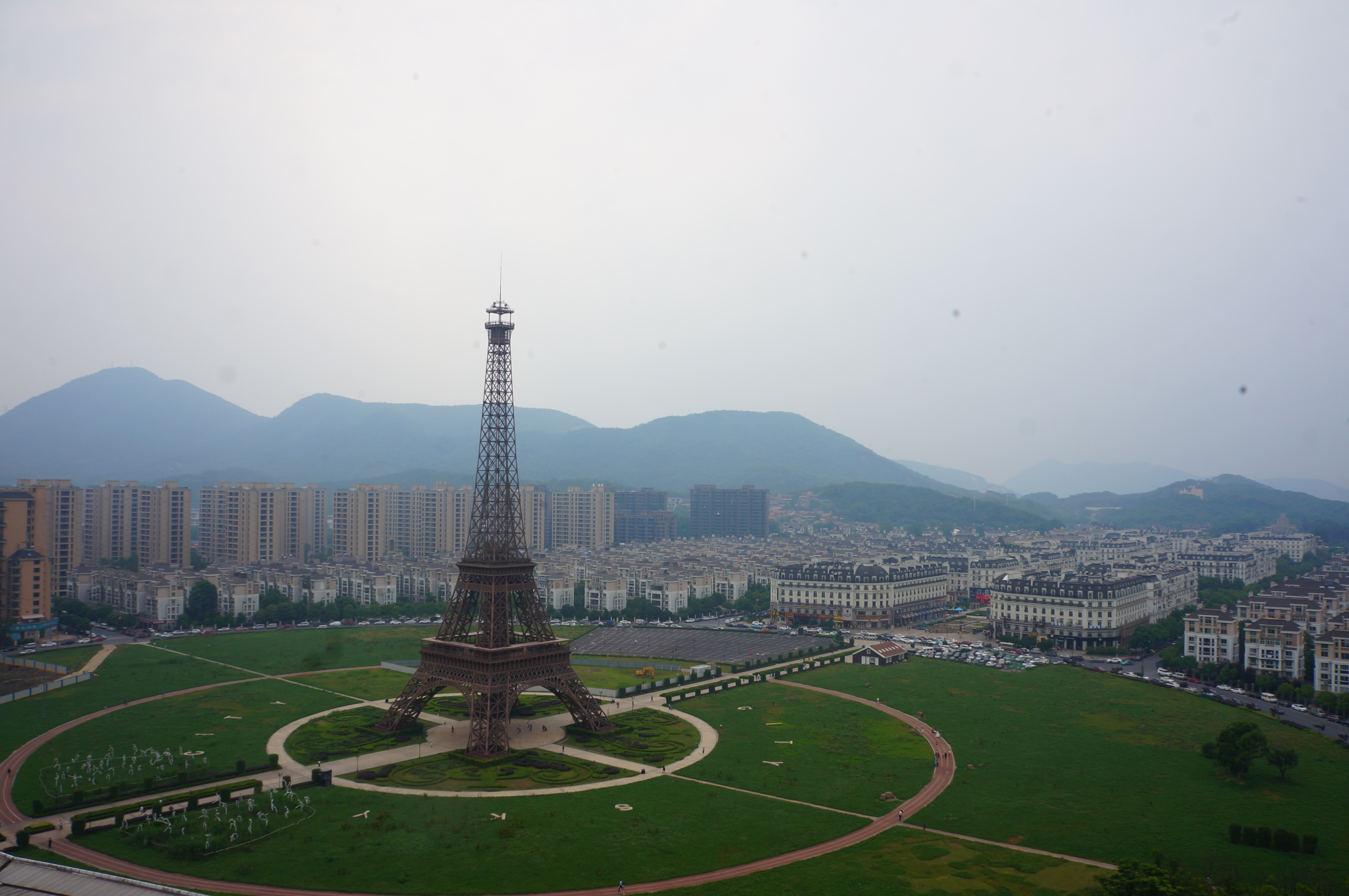
Tianducheng, Hangzhou
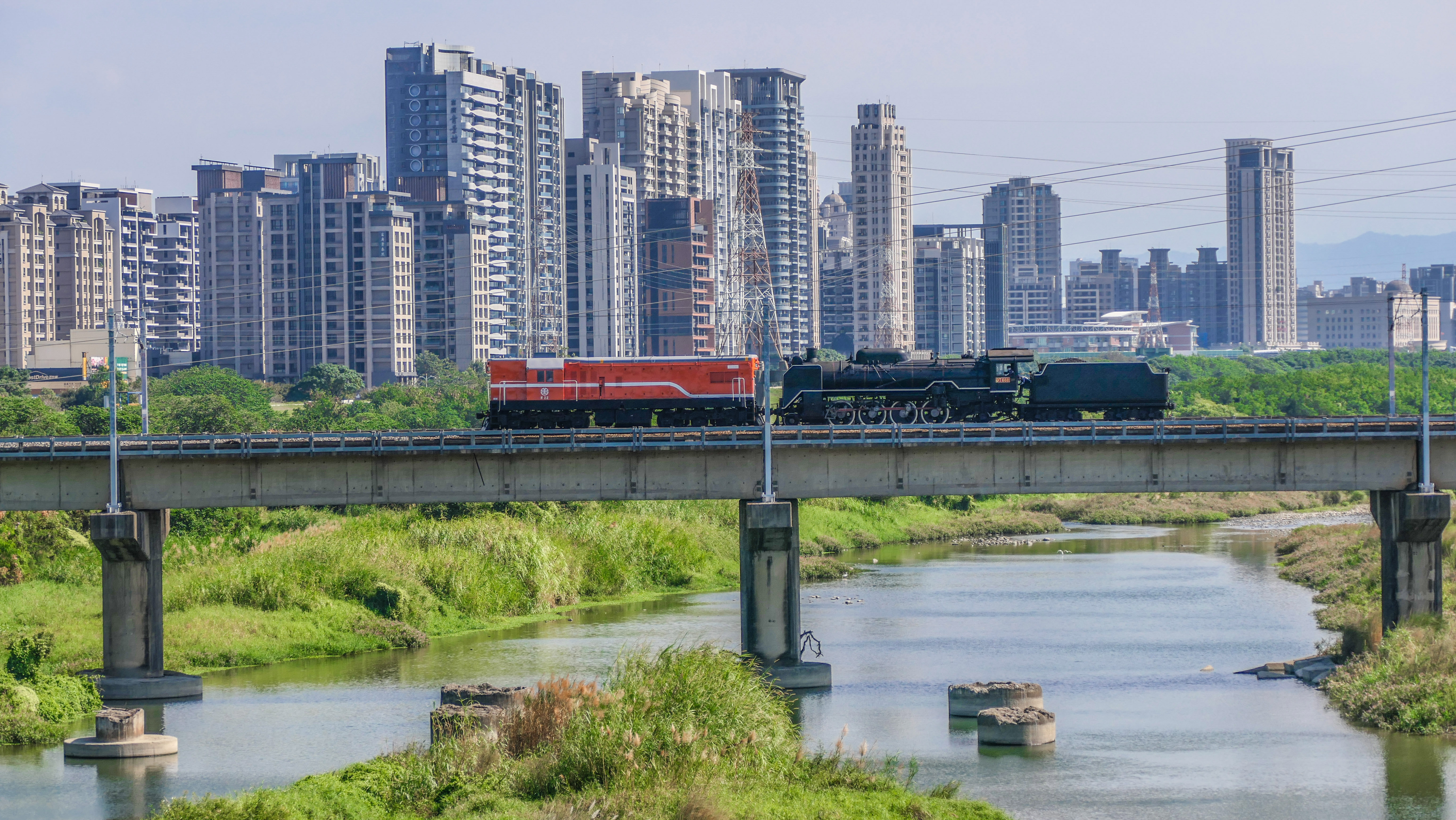
Diferentes Conjuntos Habitacionais em Zhubei, Condado de Hsinchu, Taiwan
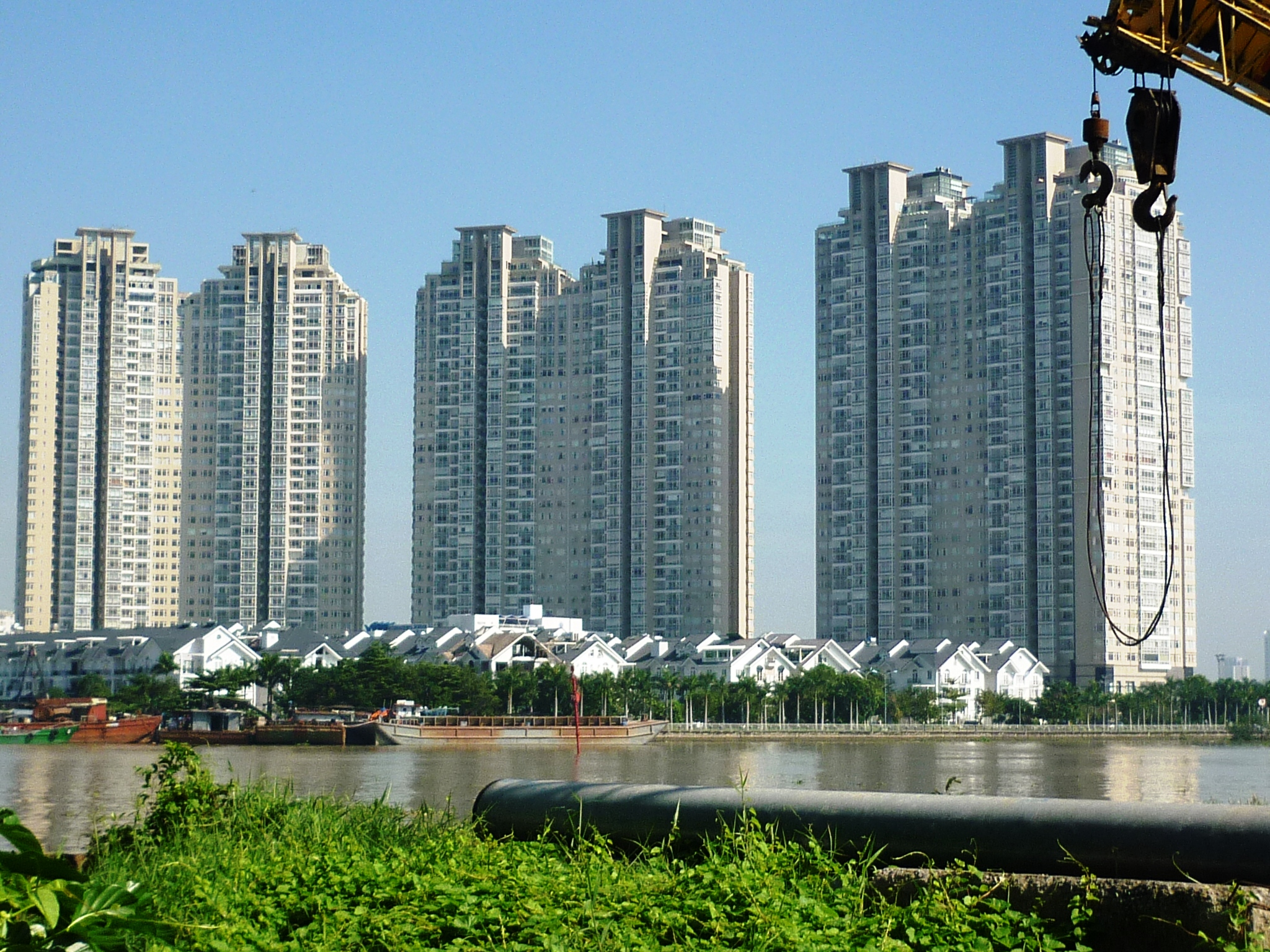
Projeto habitacional Saigon Pearl na Cidade de Ho Chi Minh
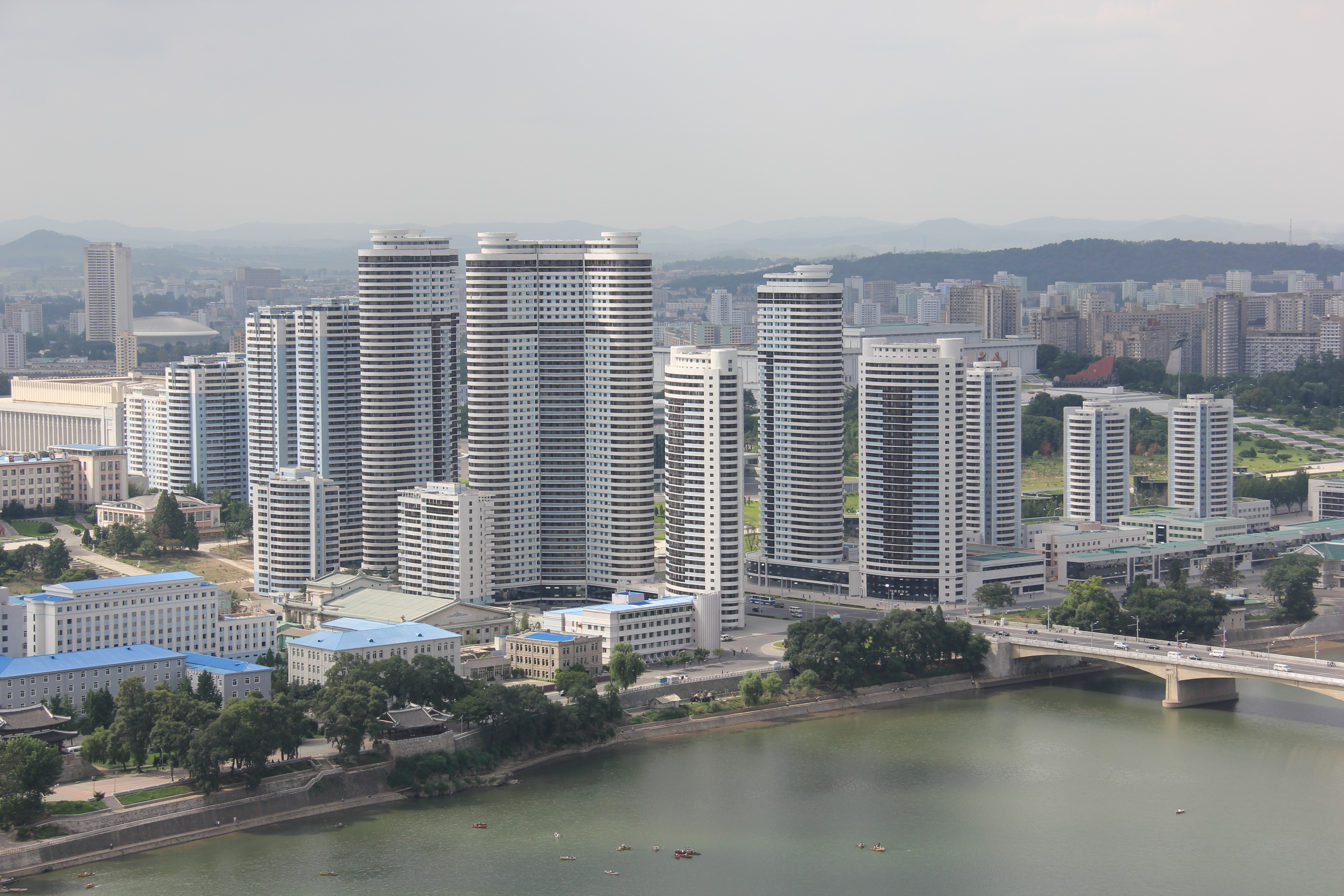
Complexo de Apartamentos da Rua Changjon, em Pyongyang
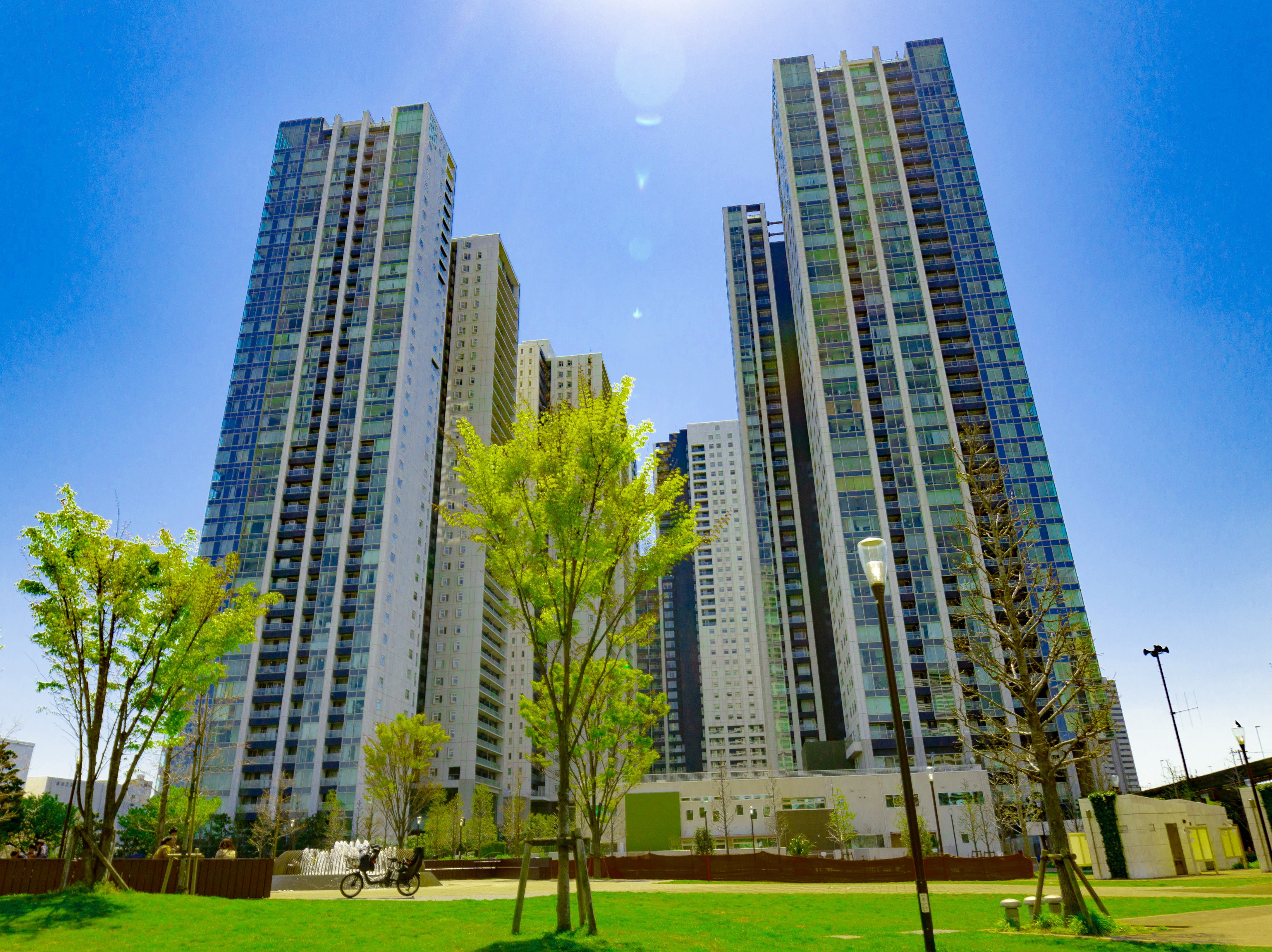
O Conjunto Habitacional Cidade Mundial (World City) em Minato, Toquio, é categorizado como "Edifício de Apartamentos de Grande Escala" pela Lei Padrão da Construção Japonesa

### Relacionado com regiões específicas
- Danchi (Japão)
- Khrushchyovka (União Soviética)
- Plattenbau (Alemanha)